# Il re è vivo
Il re è vivo (The King Is Alive) è un film del 2000 diretto da Kristian Levring. È la quarta opera cinematografica ad essere prodotta in accordo con le regole del Dogma 95. Il film è stato mostrato nella sezione Un Certain Regard della 53ª edizione del Festival di Cannes.

## Trama
Un gruppo di turisti resta bloccato nel deserto della Namibia quando il loro autobus si smarrisce e finisce il carburante. Il cibo in scatola e l'acqua della rugiada li mantengono in vita ma restano completamente tagliati fuori dal resto del mondo. Henry, un manager teatrale, convince il gruppo a mettere su la tragedia di Shakespeare Re Lear.